# حصن الأسود
حصن الأسود أو حصن مقنيات هو حصن منيع مرتفع يضم أربعة أبراج ويقع في وادي مقنيات بولاية عبري بسلطنة عمان، بني عام 1564م، يضم الحصن أربعة أبراج هي برج الريح وهو برج المراقبة وبرج المطامر ويسمى أيضاً بالصباح وكذلك برج السليمن أو برج السليمان. وتشتهر المنطقة المجاورة للحصن بخصوبة الأرض ووفرة المياه ويقع بجانبه وادي مقنيات المعروف بقوته عند نزوله من الجبل الأخضر الجبل الأخضر (عمان).

## التسمية
سمي بحصن مقنيات نسبةً إلى الوادي الذي يقع فيه وهو وادي مقنيات.

## الجغرافيا
يقع الحصن على نتوء صخري عالٍ تنتشر بمحاذاته بساتين النخيل، وبجانبه طريق متعرج ومسور في بعض أجزائه يفضي إلى المصطبة المواجهة للمدخل قرب البرج الغربي، ويوجد في الجانب الشمالي الشرقي من المصطبة منحدر رأسي يصل إلى مستوى الأرض المنخفضة مما يجعل الطريق المؤدي إلى المدخل الوحيد ضيقاً ويجعل من الصعب مهاجمته. تشتهر المنطقة المجاورة للحصن بخصوبة الأرض ووفرة المياه ويقع بجانبه وادي مقنيات.

## تخطيط الحصن
الساحة الأمامية للحصن مستطيلة الشكل يحيط بها سور وتضم مباني يتم الدخول إليها من باب مقنطر في الجنوب الغربي، أما الحصن الرئيسي فهو مربع الشكل وقد شيد على جزء من الأسوار الجنوبية وربما برج رابع على حافة الواجهة الصخرية، وما تزال هناك ثلاثة أبراج قائمة ومعظم الأسوار مشيدة بالحجر الذي صنعت عليه قوالب اللبن وباستثناء السور الشمالي الشرقي الذي يرتفع بشكل حاد والمشيد بالجلاميد الحجرية، أما الجزء العلوي من الأسوار فهو مشيد من قوالب مخروطية الشكل موضوعة بشكل راسي. الأبعاد التقريبية للحصن فإن طول الواجهة والسور الشمالي الغربي 33م، والبرج الغربي يبلغ قطره 6.5 م والبرج الشمالي الذي كانت قواعده الحجرية مطلية ويبلغ قطره 8م، أما السور الشمالي الشرقي الذي ينحدر بشكل حاد إلى البرج الركني الشرقي بقطر 7م يبلغ طوله 25م ويبلغ طول المساحة الامامية المقامة على مستوى منخفض 24م وعرضها 21م.